# アダムズ郡 (アイオワ州)
アダムズ郡（アダムズぐん、英: Adams County）は、アメリカ合衆国アイオワ州の南西部に位置する郡である。2010年国勢調査での人口は4,029人であり、2000年の4,482人から10.1％減少した。郡庁所在地はコーニング市（人口1,635人）であり、同郡で人口最大の都市でもある。

## 歴史
アダムズ郡は1851年にアイオワ州議会によって設立され、郡名は史料により異論があるが、第2代大統領ジョン・アダムズ、あるいはその息子の第6代大統領ジョン・クインシー・アダムズにちなんで名付けられた。正式に組織化されポタワタミー郡から分離したのは1853年3月12日だった。当初の郡域は現在よりも広かったが、後にモンゴメリー郡とユニオン郡が設立されて小さくなった。
最初の郡庁所在地はクインシーだった。1872年に現在のコーニング市に移された。

## 地理
アメリカ合衆国国勢調査局に拠れば、郡域全面積は425.41平方マイル (1,101.8 km2)であり、このうち陸地423.54平方マイル (1,097.0 km2)、水域は1.87平方マイル (4.8 km2)で水域率は0.44％である。

### 主要高規格道路
- アメリカ国道34号線
- アイオワ州道25号線
- アイオワ州道148号線

### 隣接する郡
- カス郡 - 北西
- アデア郡 - 北東
- ユニオン郡 - 東
- テイラー郡 - 南
- モンゴメリー郡 - 西

## 人口動態

### 2010年国勢調査
以下は2010年国勢調査による人口統計データである。
基礎データ
- 人口: 4,029人
- 人口密度: 4人/km2（9人/mi2）
- 住居数: 2,010軒
- 使用住居: 1,715軒[6]

### 2000年国勢調査

2000人口ピラミッド

以下は2000年の国勢調査による人口統計データである。
| 基礎データ - 人口: 4,482人 - 世帯数: 1,867 世帯 - 家族数: 1,235 家族 - 人口密度: 4人/km2（11人/mi2） - 住居数: 2,109軒 - 住居密度: 2軒/km2（5軒/mi2） 人種別人口構成 - 白人: 98.91% - アフリカン・アメリカン: 0.07% - ネイティブ・アメリカン: 0.45% - アジア人: 0.18% - その他の人種: 0.04% - 混血: 0.36% - ヒスパニック・ラテン系: 0.58% 年齢別人口構成 - 18歳未満: 23.9% - 18-24歳: 6.3% - 25-44歳: 24.1% - 45-64歳: 24.2% - 65歳以上: 21.4% - 年齢の中央値: 42歳 - 性比（女性100人あたり男性の人口） - 総人口: 96.7 - 18歳以上: 92.7 | 世帯と家族（対世帯数） - 18歳未満の子供がいる: 28.0% - 結婚・同居している夫婦: 58.0% - 未婚・離婚・死別女性が世帯主: 5.5% - 非家族世帯: 33.8% - 単身世帯: 30.0% - 65歳以上の老人1人暮らし: 17.6% - 平均構成人数 - 世帯: 2.34人 - 家族: 2.91人 収入と家計 - 収入の中央値 - 世帯: 30,453米ドル - 家族: 40,030米ドル - 性別 - 男性: 26,510米ドル - 女性: 20,645米ドル - 人口1人あたり収入: 15,550米ドル - 貧困線以下 - 対人口: 9.3% - 対家族数: 6.4% - 18歳未満: 11.4% - 65歳以上: 11.1% |

## 都市と町

### 都市
| - カーボン - コーニング - 郡庁所在地 | - レノックス - ノダウェイ | - プレスコット |

### 未編入の町
- ブルックス

### 郡区
| - カール - コロニー - ダグラス - グラント | - ジャスパー - リンカーン - マーサー - ノダウェイ | - プレスコット - クインシー - ユニオン - ワシントン |